# 大盖球子草
大盖球子草（学名：Peliosanthes macrostegia），又名矮球子草，为天门冬科球子草属的植物。分布在台湾以及中国大陆的广东、云南、湖南、四川、贵州、广西等地，生长于海拔350米至1,500米的地区，多生在灌木丛中或竹林下，目前尚未由人工引种栽培。

## 异名
- Peliosanthes arisanensis Hayata
- Peliosanthes tashiroi Hayata